# Miss Univers 2001
Miss Univers 2001, 50e édition du concours de Miss Univers, a eu lieu le 11 mai 2001 au Coliseo Rubén Rodríguez, à Bayamón, Porto Rico.
Denise Quiñones, Miss Porto Rico, a remporté la couronne à domicile.
Miss Univers 2002 a également eu lieu à Porto Rico.

## Résultats

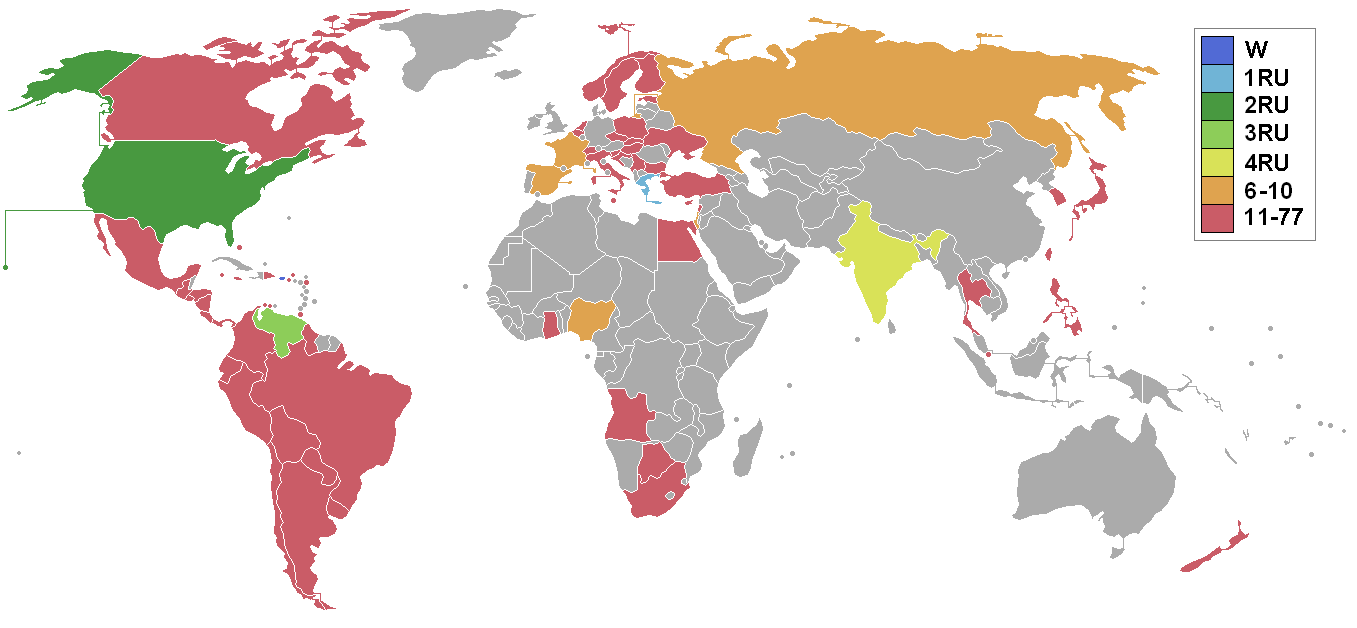
Pays et territoires participants et résultats.

| Résultat final    | Candidate |
| ----------------- | --- |
| Miss Univers 2001 | - Porto Rico - Denise Quiñones                                                                                                |
| 1re dauphine      | - Grèce - Evelína Papantoníou                                                                                                 |
| 2e dauphine       | - États-Unis - Kandace Krueger                                                                                                |
| 3e dauphine       | - Venezuela - Eva Ekvall † |
| 4e dauphine       | - Inde - Celina Jaitley |
| Top 10            | - France - Élodie Gossuin - Espagne - Eva Sisó - Nigeria - Agbani Darego - Israël - Ilanit Levy - Russie - Oksana Kalandyrets |

## Prix spéciaux
| Prix                          | Candidates                                                                            |
| ----------------------------- | ------------------------------------------------------------------------------------- |
| Meilleur costume national     | - Korea - Kim Sa-rang - Philippines - Zorayda Ruth Andam - Honduras - Olenka Fuschich |
| Miss Sympathie                | - Bahamas - Nakera Simms                                                              |
| Miss Photogénique             | - Porto Rico - Denise Quiñones                                                        |
| Bluepoint Best in Swimsuit    | - Porto Rico - Denise Quiñones                                                        |
| Clairol Herbal Essences Style | - Porto Rico - Denise Quiñones                                                        |

### Points lors des demi-finales
| \| Pays \| Maillot de bain \| Robe du soir \| Moyenne \| \| ---------- \| --------------- \| ------------ \| ---------- \| \| Porto Rico \| 9.617 (1) \| 9.742 (1) \| 9.679 (1) \| \| Grèce \| 9.450 (2) \| 9.667 (2) \| 9.558 (2) \| \| USA \| 9.375 (3) \| 9.450 (4) \| 9.413 (3) \| \| Venezuela \| 9.233 (5) \| 9.525 (3) \| 9.379 (4) \| \| Inde \| 9.283 (4) \| 9.350 (6) \| 9.317 (5) \| \| Espagne \| 9.167 (6) \| 9.417 (5) \| 9.292 (6) \| \| Nigeria \| 9.100 (7) \| 9.333 (7) \| 9.217 (7) \| \| Israël \| 9.033 (9) \| 9.267 (8) \| 9.150 (8) \| \| Russie \| 9.008 (10) \| 9.142 (9) \| 9.075 (9) \| \| France \| 9.100 (7) \| 8.992 (10) \| 9.046 (10) \| | Gagnante 1re dauphine 2e dauphine 3e dauphine 4e dauphine Top 10 |              |            |
| Pays | Maillot de bain                                                  | Robe du soir | Moyenne    |
| Porto Rico | 9.617 (1)                                                        | 9.742 (1)    | 9.679 (1)  |
| Grèce | 9.450 (2)                                                        | 9.667 (2)    | 9.558 (2)  |
| USA | 9.375 (3)                                                        | 9.450 (4)    | 9.413 (3)  |
| Venezuela | 9.233 (5)                                                        | 9.525 (3)    | 9.379 (4)  |
| Inde | 9.283 (4)                                                        | 9.350 (6)    | 9.317 (5)  |
| Espagne | 9.167 (6)                                                        | 9.417 (5)    | 9.292 (6)  |
| Nigeria | 9.100 (7)                                                        | 9.333 (7)    | 9.217 (7)  |
| Israël | 9.033 (9)                                                        | 9.267 (8)    | 9.150 (8)  |
| Russie | 9.008 (10)                                                       | 9.142 (9)    | 9.075 (9)  |
| France | 9.100 (7)                                                        | 8.992 (10)   | 9.046 (10) |

## Ordre d'annonce des finalistes
| 1. Espagne 2. Venezuela 3. Nigeria 4. Israël 5. Grèce 6. Inde 7. Russie 8. États-Unis 9. France 10. Porto Rico | 1. Inde 2. Venezuela 3. Porto Rico 4. Grèce 5. États-Unis |

## Juges
- Mini Anden – Mannequin suédoise.
- Kel Gleason – Candidat de Survivor.
- Marc Bouwer – Styliste.
- Veronica Webb – Mannequin afro-américaine.
- Richard Johnson – Chroniqueur au New York Post.
- Dayanara Torres – Miss Univers 1993.
- Tyson Beckford – Mannequin.
- Marc Anthony – Chanteur portoricain.

## Candidates
| - Angola - Hidianeth Cussema - Antigua & Barbuda - Janil Bird - Argentine - Romina Incicco - Aruba - Denise Balinge - Bahamas - Nakera Simms - Belgique - Dina Tersago - Bolivie - Claudia Arano - Botswana - Mataila Sikwane - Brésil - Juliana Borges - Îles Vierges britanniques - Kacy Frett - Bulgarie - Ivaila Bakalova - Canada - Cristina Remond - Îles Caïmans - Jacqueline Bush - Chili - Carolina Gámez - Colombie - Andrea María Noceti - Costa Rica - Paola Calderon Hutt - Croatie - Maja Cecić-Vidoš - Curaçao - Fatima St. Jago - Chypre - Stella Demetriou - Tchéquie - Petra Kocarova - République dominicaine - Claudia Cruz de los Santos - Équateur - Jessica Bermudez - Égypte - Sarah Shaheen - Salvador - Grace Marie Zabaneh - Estonie - Inna Roos - Finlande - Heidi Willman - France - Élodie Gossuin - Allemagne - Claudia Bechstein - Ghana - Precious Agyare - Grèce - Evelína Papantoníou - Guatemala - Rosa María Castañeda - Honduras - Olenka Fuschich - Hongrie - Agnes Helbert - Inde - Celina Jaitley - Irlande - Lesley Turner - Israël - Ilanit Levy - Italie - Stefania Maria - Jamaïque - Zahra Burton - Japon - Misao Arauchi | - Korea - Kim Sa-rang - Liban - Sandra Rizk - Malaisie - Tung Mei Chin - Malte - Rosalie Thewma - Mexique - Jacqueline Bracamontes - Pays-Bas - Reshma Roopram - Nouvelle-Zélande - Kateao Nehua - Nicaragua - Ligia Argüello - Nigeria - Agbani Darego - Îles Mariannes du Nord -Janet King - Norvège - Linda Marshall - Panama - Ivette Cordovez Usuga - Paraguay - Rosmary Brítez - Pérou - Viviana Rivasplata - Philippines - Zorayda Ruth Andam - Pologne - Monika Gruda - Portugal - Telma Santos - Porto Rico - Denise Quiñones - Russie - Oksana Kalandyrets - Singapour - Jaime Teo - Slovaquie - Zuzana Basturova - Slovénie - Minka Alagič - Afrique du Sud - Jo-Ann Strauss - Espagne - Eva Sisó - Suède - Malin Olsson - Suisse - Mahara McKay - Taiwan - Hsin Ting Chiang - Thaïlande - Warinthorn Padungvithee - Trinité-et-Tobago - Alexia Charlerie - Turquie - Sedef Avcı - Îles Turques-et-Caïques - Shereen Novie Gardiner - Ukraine - Yuliya Linova - Uruguay - Carla Piaggio - États-Unis - Kandace Krueger - Îles Vierges des États-Unis - Lisa Hasseba Wynne - Venezuela - Eva Ekvall † - Yougoslavie - Ana Janković - Zimbabwe - Tsungai Muskwakwenda |